# Dánská dívka (film)
Dánská dívka (v anglickém originále The Danish Girl) je britsko-americký životopisný romanticko-dramatický film z roku 2015. Režie se ujal Tom Hooper a scénáře Lucinda Coxon. Snímek byl inspirován stejnojmenným románem Dánská dívka od Davida Ebershoffa o dánských malířkách Lili Elbe a Gerdě Wegener. Ve snímku hrají hlavní role Eddie Redmayne, Alicia Vikander, Matthias Schoenaerts, Ben Whishaw, Sebastian Koch a Amber Heardová.
Film měl premiéru na Filmovém festival v Berlíně 5. září 2015 a do kin byl uveden 27. listopadu 2015 ve Spojených státech amerických. V České republice měl premiéru 4. února 2016. Alicia Vikander za roli získala Oscara v kategorii nejlepší ženský herecký výkon ve vedlejší roli, Eddie Redmayne byl na Oscara nominován v kategorii nejlepší mužský herecký výkon v hlavní roli. Film byl také nominován na cenu BAFTA v kategorii nejlepší film.

## Obsazení
| Eddie Redmayne (dabing Kryštof Hádek)            | Einar Wegener/Lili Elbe |
| Alicia Vikander (dabing Kateřina Peřinová)       | Gerda Wegenerová        |
| Matthias Schoenaerts (dabing Svatopluk Schuller) | Hans Axgil              |
| Ben Whishaw (dabing Vojtěch Hájek)               | Henrik Sandahl          |
| Amber Heardová (dabing Jitka Moučková)           | Ulla Poulsen            |
| Sebastian Koch                                   | Dr. Kurt Warnekros      |
| Pip Torrens                                      | Dr. Jens Hexler         |
| Nicholas Woodeson                                | Dr. Buson               |
| Emerald Fennell                                  | Elsa                    |
| Adrian Schiller                                  | Rasmussen               |
| Henry Pettigrew                                  | Niels                   |

## Produkce
Scenáristka Lucinda Coxon pracovala na scénáři od roku 2004. Do prosince 2009 byl s projektem spojován režisér Tomas Alfredson, švédské noviny však oznámily, že se s ním již nepočítá. V lednu 2010 se k projektu připojil švédský režisér Lasse Hallström.

### Casting
Původně měla roli Gerdy hrát Charlize Theronová, kterou nahradila Gwyneth Paltrow. Paltrow projekt poté opustila a začalo se mluvit o tom, že jí nahradí Uma Thurman. V září 2010 se mluvilo o Marion Cotillard. V červenci roku 2011 bylo oznámeno, že Rachel Weisz získala roli Gerdy. V květnu od projektu odešli jak Weisz tak režisér Hallström. V dubnu 2014 bylo oznámeno, že Tom Hopper bude film režírovat a v hlavní roli se objeví Eddie Redmayne. V červnu 2014 se k projektu připojila Alicia Vikander a v lednu 2015 Matthias Schoenaerts.

### Natáčení
Začátek natáčení byl projektován na jaře roku 2010 v Berlíně. Natáčení začalo v únoru 2015. Některé scény se natáčely v Kodani a Bruselu. Dohromady se natáčelo 44 dní, 186 scén v šesti zemích.

## Přijetí

### Tržby
Film vydělal 11,1 milionů dolarů v Severní Americe a 53 milionů dolarů v ostatních oblastech, celkově tak vydělal 64,2 milionů dolarů po celém světě. Rozpočet filmu činil 15 milionů dolarů. V Severní Americe byl uveden limitovaně 27. listopadu 2015, poté byl uveden do více kin v prosinci. Za první víkend vydělal 185 tisíc dolarů.

### Recenze
Film získal pozitivní recenze od kritiků. Na recenzní stránce Rotten Tomatoes získal z 198 započtených recenzí 70 procent s průměrným ratingem 6,6 bodů z deseti. Na serveru Metacritic snímek získal z 40 recenzí 66 bodů ze sta. Na Česko-Slovenské filmové databázi snímek získal 74%.

## Ocenění
| Ocenění                                       | Datum ceremoniálu | Kategorie                                        | Nominovaný                     | Výsledek  |
| --------------------------------------------- | ----------------- | ------------------------------------------------ | ------------------------------ | --------- |
| AACTA Awards                                  | 9. prosince 2015  | Nejlepší mezinárodní herec                       | Eddie Redmayne                 | nominace  |
| AACTA Awards                                  | 9. prosince 2015  | Nejlepší mezinárodní herečka ve vedlejší roli    | Alicia Vikander                | nominace  |
| Oscar                                         | 28. února 2016    | Nejlepší herec v hlavní roli                     | Eddie Redmayne                 | nominace  |
| Oscar                                         | 28. února 2016    | Nejlepší herečka ve vedlejší roli                | Alicia Vikander                | vítězství |
| Oscar                                         | 28. února 2016    | Nejlepší kostýmní design                         | Paco Delgado                   | nominace  |
| Oscar                                         | 28. února 2016    | Nejlepší produkční design                        | Michael Standish               | nominace  |
| African-American Film Critics Association     | 10. února 2016    | Nejlepších deset filmů roku 2015                 | Dánská dívka                   | 10. místo |
| Alliance of Women Film Journalists            | 13. ledna 2016    | Nejlepší herec v hlavní roli                     | Eddie Redmayne                 | nominace  |
| Alliance of Women Film Journalists            | 13. ledna 2016    | Objev roku                                       | Alicia Vikander                | vítězství |
| Alliance of Women Film Journalists            | 13. ledna 2016    | Film, který chceš milovat, ale prostě nemůže     | Dánská dívka                   | vítězství |
| Art Directors Guild Awards                    | 31. ledna 2016    | Excelence v produkčním designu – periodický film | Eve Stewart                    | nominace  |
| Filmová cena Britské akademie                 | 14. února 2016    | Nejlepší britský film                            | Dánská dívka                   | nominace  |
| Filmová cena Britské akademie                 | 14. února 2016    | Nejlepší herec v hlavní roli                     | Eddie Redmayne                 | nominace  |
| Filmová cena Britské akademie                 | 14. února 2016    | Nejlepší herečka                                 | Alicia Vikander                | nominace  |
| Filmová cena Britské akademie                 | 14. února 2016    | Nejlepší kostýmní design                         | Paco Delgado                   | nominace  |
| Filmová cena Britské akademie                 | 14. února 2016    | Nejlepší masky                                   | Jan Sewell                     | nominace  |
| British Independent Film Awards               | 6. prosince 2015  | Nejlepší herečka                                 | Alicia Vikander                | nominace  |
| Casting Society of America Awards             | 21. ledna 2016    | Nezávislé drama                                  | Nina Gold                      | nominace  |
| Chicago Film Critics Association              | 16. prosince 2015 | Nejlepší herec                                   | Eddie Redmayne                 | nominace  |
| Costume Designers Guild Awards                | 23. února 2016    | Excelence v periodickém filmu                    | Paco Delgado                   | vítězství |
| Critics' Choice Movie Awards                  | 17. ledna 2016    | Nejlepší herec v hlavní roli                     | Eddie Redmayne                 | nominace  |
| Critics' Choice Movie Awards                  | 17. ledna 2016    | Nejlepší herečka ve vedlejší roli                | Alicia Vikander                | vítězství |
| Critics' Choice Movie Awards                  | 17. ledna 2016    | Nejlepší produkční design                        | Eve Stewart a Michael Standish | nominace  |
| Critics' Choice Movie Awards                  | 17. ledna 2016    | Nejlepší kostýmní design                         | Paco Delgado                   | nominace  |
| Critics' Choice Movie Awards                  | 17. ledna 2016    | Nejlepší masky                                   | Dánská dívka                   | nominace  |
| Dallas–Fort Worth Film Critics Association    | 14. prosince 2015 | Nejlepší deset filmů                             | Dánská dívka                   | 9. místo  |
| Dallas–Fort Worth Film Critics Association    | 14. prosince 2015 | Nejlepší herec                                   | Eddie Redmayne                 | 3. místo  |
| Dallas–Fort Worth Film Critics Association    | 14. prosince 2015 | Nejlepší herečka ve vedlejší roli                | Alicia Vikander                | 4. místo  |
| Denver Film Critics Society                   | 11. ledna 2016    | Nejlepší herečka                                 | Alicia Vikander                | nominace  |
| Detroit Film Critics Society                  | 14. prosince 2015 | Nejlepší herečka ve vedlejší roli                | Alicia Vikander                | vítězství |
| Detroit Film Critics Society                  | 14. prosince 2015 | Obje roku                                        | Alicia Vikander                | vítězství |
| Dorian Awards                                 | 19. ledna 2016    | Herec roku                                       | Eddie Redmayne                 | nominace  |
| Dorian Awards                                 | 19. ledna 2016    | LGBTQ film roku                                  | Dánská dívka                   | nominace  |
| Dorian Awards                                 | 19. ledna 2016    | Film roku (vizuálně překvapující)                | Dánská dívka                   | nominace  |
| Empire Awards                                 | 20. března 2016   | Nejlepší herečka                                 | Alicia Vikander                | vítězství |
| Empire Awards                                 | 20. března 2016   | Nejlepší masky                                   | Dánská dívka                   | nominace  |
| Florida Film Critics Circle                   | 23. prosince 2015 | Nejlepší herečka                                 | Alicia Vikander                | nominace  |
| Florida Film Critics Circle                   | 23. prosince 2015 | Objev roku                                       | Alicia Vikander                | 2. místo  |
| Mediální cena GLAAD                           | 2. dubna 2016     | Nejlepší film                                    | Dánská dívka                   | nominace  |
| Zlatý glóbus                                  | 10. ledna 2016    | Nejlepší herec ve filmu – drama                  | Eddie Redmayne                 | nominace  |
| Zlatý glóbus                                  | 10. ledna 2016    | Nejlepší herečka ve filmu – drama                | Alicia Vikander                | nominace  |
| Zlatý glóbus                                  | 10. ledna 2016    | Nejlepší skladatel                               | Alexandre Desplat              | nominace  |
| Hollywood Film Awards                         | 1. listopadu 2015 | Režisérské ocenění                               | Tom Hooper                     | vítězství |
| Hollywood Film Awards                         | 1. listopadu 2015 | Objev roku – herečka                             | Alicia Vikander                | vítězství |
| Houston Film Critics Society                  | 9. ledna 2016     | Nejlepší herečka ve vedlejší roli                | Alicia Vikander                | nominace  |
| New York Film Critics Online                  | 6. prosince 2015  | Objev roku                                       | Alicia Vikander                | vítězství |
| Online Film Critics Society                   | 13. prosince 2015 | Nejlepší herečka ve vedlejší roli                | Alicia Vikander                | nominace  |
| Mezinárodní filmový festival v Palm Springs   | 2. ledna 2016     | Stoupající hvězda                                | Alicia Vikander                | vítězství |
| San Diego Film Critics Society                | 14. prosince 2015 | Nejlepší herečka ve vedlejší roli                | Alicia Vikander                | nominace  |
| San Diego Film Critics Society                | 14. prosince 2015 | Objev roku                                       | Alicia Vikander                | 2. místo  |
| San Diego Film Critics Society                | 14. prosince 2015 | Nejlepší tělo                                    | Alicia Vikander                | vítězství |
| San Francisco Film Critics Circle             | 13. prosince 2015 | Nejlepší herečka ve vedlejší roli                | Alicia Vikander                | nominace  |
| Satellite Awards                              | 21. února 2016    | Nejlepší režisér                                 | Tom Hooper                     | nominace  |
| Satellite Awards                              | 21. února 2016    | Nejlepší herec                                   | Eddie Redmayne                 | nominace  |
| Satellite Awards                              | 21. února 2016    | Nejlepší herečka ve vedlejší roli                | Alicia Vikander                | vítězství |
| Satellite Awards                              | 21. února 2016    | Nejlepší adaptovaný scénář                       | Lucinda Coxon                  | nominace  |
| Satellite Awards                              | 21. února 2016    | Nejlepší skladatel                               | Alexandre Desplat              | nominace  |
| Satellite Awards                              | 21. února 2016    | Nejlepší filmová architektura a produkční design | Eve Stewart                    | nominace  |
| Satellite Awards                              | 21. února 2016    | Nejlepší kostýmní design                         | Paco Delgado                   | nominace  |
| Screen Actors Guild Awards                    | 30. ledna 2016    | Nejlepší herec v hlavní roli                     | Eddie Redmayne                 | nominace  |
| Screen Actors Guild Awards                    | 30. ledna 2016    | Nejlepší herečka ve vedlejší roli                | Alicia Vikander                | vítězství |
| St. Louis Gateway Film Critics Association    | 21. prosince 2015 | Nejlepší herec                                   | Eddie Redmayne                 | nominace  |
| St. Louis Gateway Film Critics Association    | 21. prosince 2015 | Nejlepší herečka                                 | Alicia Vikander                | nominace  |
| St. Louis Gateway Film Critics Association    | 21. prosince 2015 | Nejlepší filmová architektura                    | Dánská dívka                   | 2. místo  |
| Teen Choice Awards                            | 31. července 2016 | Nejlepší filmová herečka – drama                 | Alicia Vikander                | nominace  |
| Vancouver Film Critics Circle                 | 21. prosince 2015 | Nejlepší mezinárodní herec                       | Eddie Redmayne                 | nominace  |
| Vancouver Film Critics Circle                 | 21. prosince 2015 | Nejlepší mezinárodní herečka                     | Alicia Vikander                | nominace  |
| Benátský filmový festival                     | 11. září 2015     | Queer Lion                                       | Tom Hooper                     | vítězství |
| Washington D.C. Area Film Critics Association | 7. prosince 2015  | Nejlepší herec                                   | Eddie Redmayne                 | nominace  |
| Washington D.C. Area Film Critics Association | 7. prosince 2015  | Nejlepší herečka ve vedlejší roli                | Alicia Vikander                | nominace  |
| Women Film Critics Circle                     | 17. prosince 2015 | Nejlepší herec                                   | Eddie Redmayne                 | vítězství |
| Women Film Critics Circle                     | 17. prosince 2015 | Ocenění neviditelné ženy                         | Alicia Vikander                | vítězství |